# The Regime - Il palazzo del potere
The Regime - Il palazzo del potere (The Regime) è una miniserie televisiva statunitense ideata da Will Tracy e diretta da Stephen Frears e Jessica Hobbs.

## Trama
La serie descrive un anno all'interno del palazzo di un regime autocratico fatiscente.

## Puntate
| nº | Titolo originale    | Titolo italiano            | Prima TV USA  | Prima TV Italia |
| -- | ------------------- | -------------------------- | ------------- | --------------- |
| 1  | Victory Day         | La giornata della vittoria | 3 marzo 2024  | 4 marzo 2024    |
| 2  | The Foundling       | Il fondatore               | 10 marzo 2024 | 11 marzo 2024   |
| 3  | The Heroes' Banquet | Il banchetto degli eroi    | 17 marzo 2024 | 18 marzo 2024   |
| 4  | Midnight Feast      | Il banchetto di mezzanotte | 24 marzo 2024 | 25 marzo 2024   |
| 5  | All Ye Faithful     | Tutti voi fedeli           | 31 marzo 2024 | 1º aprile 2024  |
| 6  | Don't Yet Rejoice   | Non cantate vittoria       | 7 aprile 2024 | 8 aprile 2024   |

## Personaggi e interpreti

### Principali
- Elena Vernham, interpretata da Kate Winslet, doppiata da Chiara Colizzi.
Cancelliera di un paese fittizio dell'Europa centrale. A causa della carenza di AAT ereditata dal padre, morto un anno prima per una malattia polmonare, è diventata eccessivamente paranoica e ipocondriaca.
- Herbert Zubak, interpretato da Matthias Schoenaerts, doppiato da Edoardo Stoppacciaro.
Caporale dell'esercito riassegnato, è soprannominato "Macellaio dell'area cinque" per aver ucciso dei minatori in una miniera di cobalto. Inizialmente è incaricato di misurare l'umidità relativa nelle stanze del palazzo ma diventa ben presto il consigliere più fidato di Elena.
- Nicholas Vernham, interpretato da Guillaume Gallienne, doppiato da Emiliano Coltorti.
Marito francese di Elena che ha conosciuto a Parigi mentre studiavano nella facoltà di medicina.
- Agnes, interpretata da Andrea Riseborough, doppiata da Benedetta Degli Innocenti.
Direttrice del palazzo e braccio destro di Elena.
- Sig. Laskin, interpretato da Danny Webb, doppiato da Gerolamo Alchieri.
Capo della sicurezza di Elena.
- Sig. Singer, interpretato da Henry Goodman, doppiato da Stefano De Sando.
Ministro delle comunicazioni.
- Victor Schiff, interpretato da David Bamber, doppiato da Ambrogio Colombo.
Ministro.
- Susan Goin, interpretata da Pippa Haywood, doppiata da Barbara Castracane.
Ministra delle finanze.
- Peter, interpretato da Rory Keenan, doppiato da Francesco Pezzulli.
Infermiere nel palazzo e amante di Agnes.
- Emil Bartos, interpretato da Stanley Townsend, doppiato da Mario Cordova.
Uomo d'affari e responsabile delle miniere di cobalto.
- Judith Holt, interpretata da Martha Plimpton, doppiata da Cristina Boraschi.
Senatrice e presidente della commissione per le relazioni estere del senato in visita per negoziare un accordo sul cobalto tra i due Paesi.
- Edward Keplinger, interpretato da Hugh Grant, doppiato da Luca Ward.
Ex cancelliere destituito sette anni prima che da allora è tenuto prigioniero in una cella situata sotto al palazzo.
- Tomas, interpretato da Karl Markovics, doppiato da Gianni Giuliano.
Eccentrico uomo che salva Elena e Herbert accompagnandoli a casa sua per poi tradirli.

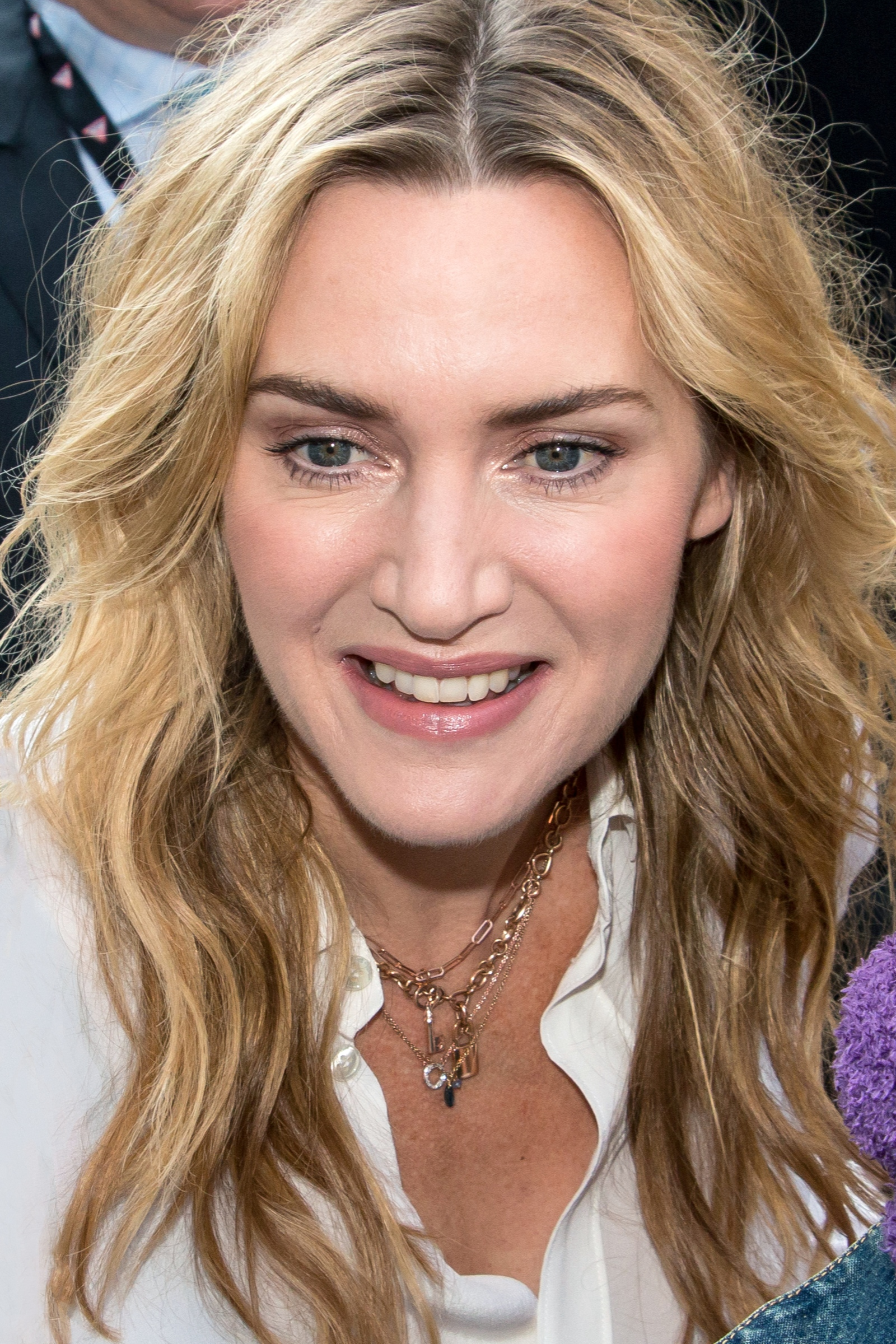
Kate Winslet
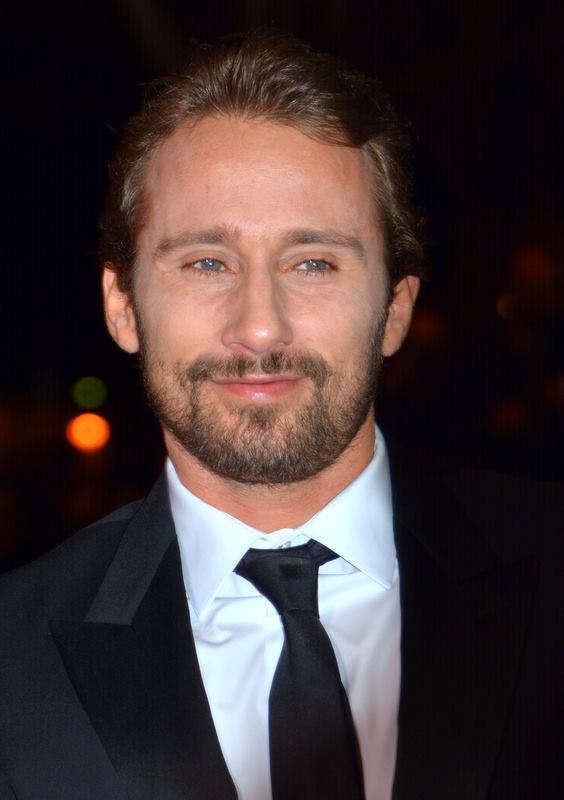
Matthias Schoenaerts
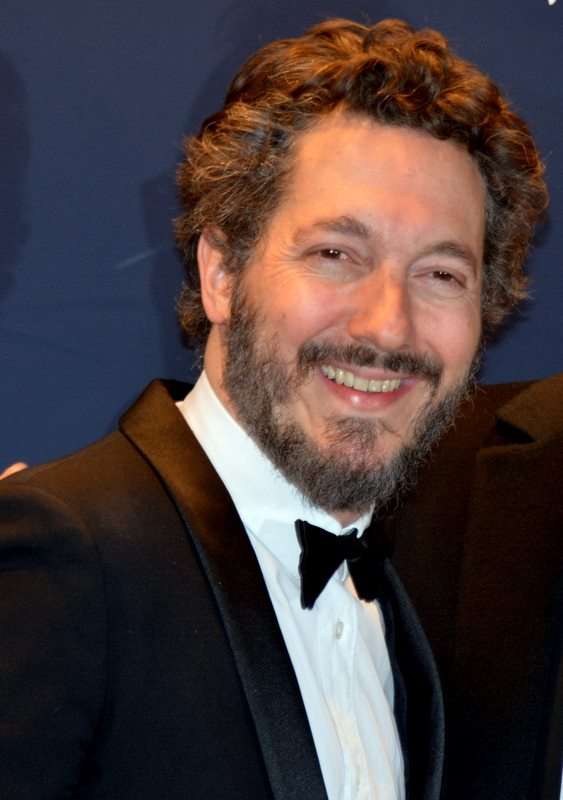
Guillaume Gallienne
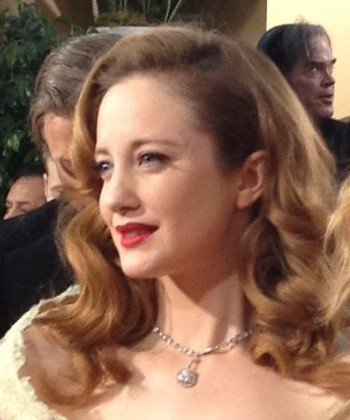
Andrea Riseborough
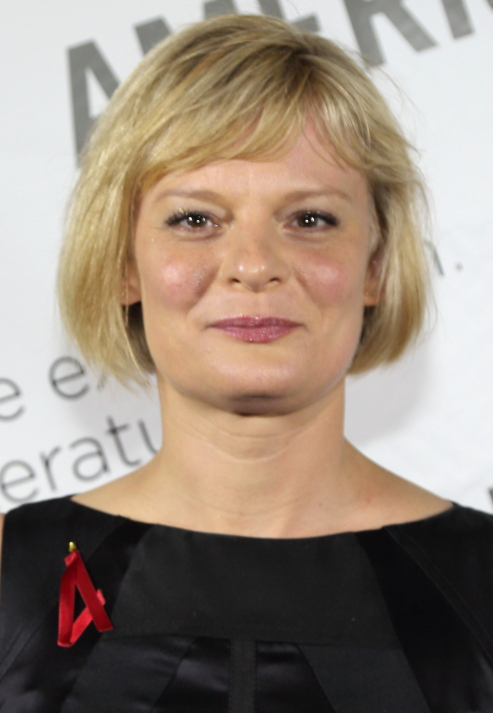
Martha Plimpton
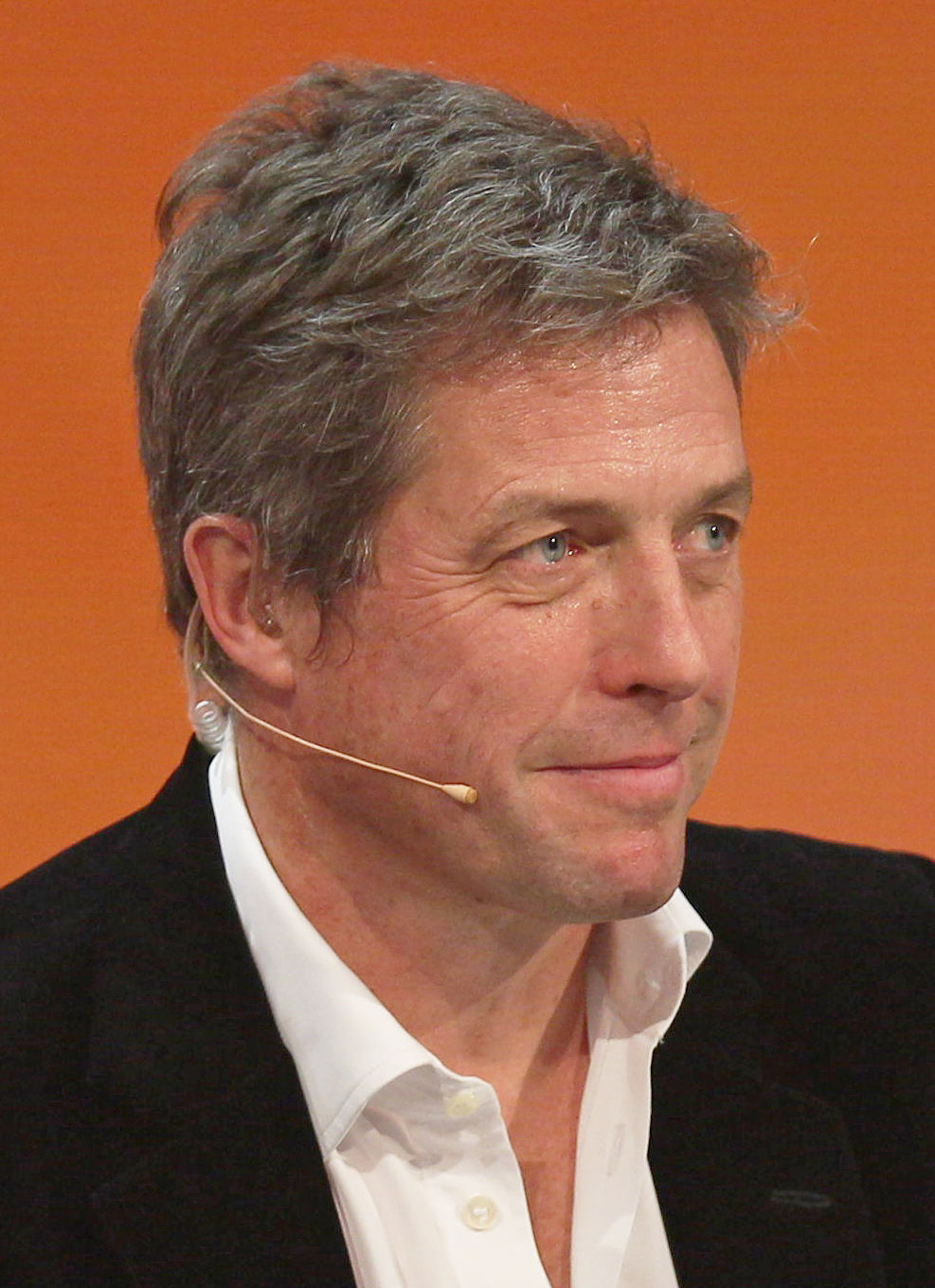
Hugh Grant

### Ricorrenti
- Oskar, interpretato da Louie Mynett.
Figlio di Agnes affetto da epilessia.
- Leo Huber, interpretato da Michael Colgan, doppiato da Oreste Baldini.
Ex ministro dei servizi civili e dello sport e nuovo ministro della difesa.

### Guest
- Dott. Kershaw, interpretato da Kenneth Collard, doppiato da Alessandro Quarta.
Medico di Elena.
- Deborah Kaiser, interpretata da Jessica Frances Dukes.
Moglie di Richard.
- Richard Kaiser, interpretato da Donald Sage Mackay, doppiato da Franco Mannella.
Amministratore delegato statunitense di BioCon, che cerca di ottenere l'accesso alle risorse di cobalto della nazione.
- Joseph Vernham, interpretato da Finbar Lynch.
Defunto padre di Elena.
- Marina, interpretata da Julia Davis, doppiata da Laura Boccanera.
Interprete dei sogni.
- Hartl, interpretato da Michael Grady-Hall, doppiato da Simone Crisari.
Sergente che protegge il perimetro del palazzo durante l'invasione dei ribelli.
- Anna Grebetz, interpretata da Cam Spence.
Ministra degli alloggi.

## Produzione
Il progetto è stato annunciato da HBO nel luglio 2022 con Will Tracy come showrunner, Stephen Frears come regista e Kate Winslet, Frank Rich e Tracey Seaward come produttori esecutivi. Gli sceneggiatori includono Seth Reiss, Juli Weiner, Jen Spyra, Gary Shteyngart e Sarah DeLappe. La miniserie segna il terzo ruolo da protagonista in una serie drammatica HBO dopo Mildred Pierce e Omicidio a Easttown. Nell'aprile 2023 la miniserie è stata ridenominata dal titolo di lavorazione The Palace a The Regime.

### Casting
Nell'ottobre 2022 Matthias Schoenaerts è stato ingaggiato. Nel dicembre seguente è stato confermato che Andrea Riseborough si unisce al cast principale e che Hugh Grant comparirebbe in un ruolo secondario. Nel gennaio 2023 Martha Plimpton si è unita al cast e Jessica Hobbs è stata assunta come regista e produttrice esecutiva. Lo stesso mese, Guillaume Gallienne è stato scelto per interpretare il marito del personaggio di Winslet. Nell'aprile 2023 è stato annunciato che Danny Webb, David Bamber, Henry Goodman, Stanley Townsend, Louie Mynett, Rory Keenan, Karl Markovics e Pippa Haywood si erano aggiunti al cast della miniserie.

### Riprese
La lavorazione è iniziata in Austria nel gennaio 2023 al Palazzo Liechtenstein, parte del Liechtenstein Museum, sulla Fürstengasse, nel nono distretto di Vienna. Ulteriori riprese sono avvenute al Castello di Schönbrunn e nel Regno Unito.

## Distribuzione
Negli Stati Uniti The Regime è stata trasmessa su HBO dal 3 marzo al 7 aprile 2024. In Italia è andata in onda dal 4 marzo all'8 aprile 2024 su Sky Atlantic.

### Edizione italiana
La direzione del doppiaggio è a cura di Antonella Baldini, su dialoghi di Gabriele Castagna, per conto di CD Cine Dubbing.

## Accoglienza

### Critica
La miniserie ha ricevuto recensioni discordanti dalla critica. Rotten Tomatoes riporta il 56% delle recensioni professionali positive basato su 71 critiche. Il consenso critico del sito web indica: «Kate Winslet regna suprema con un'altra imponente interpretazione, anche se il prolungare dei toni scabrosamente satirici di The Regime dimostrano incertezze.» Metacritic, invece, ha assegnato un punteggio di 57 su 100 basato su 38 recensioni, indicando "recensioni miste".
Sul Corriere della Sera Aldo Grasso ha affermato: «È la classica situazione assurda, accompagnata da dialoghi surreali e da una pluralità di punti di vista, che potrebbe tranquillamente volgersi in commedia. Invece le idiosincrasie della protagonista, trasformano The Regime in un piccolo saggio sul grottesco. A tratti The Regime sembra muoversi tra i ritmi fulminanti della black comedy, a tratti tra quelli più angoscianti del disfacimento. In realtà, tutti i protagonisti si agitano in uno spazio indefinito che non riescono a dominare (il dominio è prima di tutto controllo dello spazio), in un palazzo senza identità (per ragioni salutistiche è un cantiere aperto) che esercita una forza magnetica tale da inghiottire i protagonisti per poi ributtarli fuori sconvolti e profondamente turbati. A vincere è solo il grottesco, una scrittura che mescola la commedia con l’orrore, l’assurdo con il tragico. Questa combinazione permette agli sceneggiatori di esplorare argomenti seri e tematiche oscure attraverso una lente deformante che dà voce a problemi attuali senza scivolare nell’ideologico e nel cronachistico. The Regime si regge però su un equilibrio instabile, sempre incerto se inseguire l’effetto metaforico fulmineo o se, più semplicemente, adagiarsi nel ridicolo.»

## Riconoscimenti
- 2024 – Gotham TV Awards[19]
  - Candidatura alla miglior interpretazione in una miniserie a Andrea Riseborough
- 2024 – Premio Emmy[20]
  - Candidatura ai migliori costumi contemporanei per una miniserie, serie antologica o film
- 2025 – Golden Globe[21]
  - Candidatura alla miglior attrice in una miniserie, serie antologica o film TV a Kate Winslet
- 2025 – Critics' Choice Awards[22]
  - Candidatura al miglior attore non protagonista in una miniserie o film TV a Hugh Grant